# 주둥치과
주둥치과(Leiognathidae)는 나비고기목에 속하는 조기어류 물고기과의 하나이다. 농어목에 속하는 농어아목의 농어상과에 포함시키기도 한다. 9개 속에 48종으로 이루어져 있으며, 종주둥치와 점주둥치, 주둥치, 줄주둥치, 둥글고려주둥치, 왜주둥치, 청줄띠주둥치, 줄무늬주둥치 등을 포함하고 있다. 인도양과 서태평양의 바다와 기수 지역에서 서식한다.

## 하위 속
- Aurigequula
- Equulites
- Eubleekeria
- Gazza
- Karalla
- Leiognathus - 점주둥치, 주둥치, 줄주둥치, 둥글고려주둥치, 왜주둥치, 청줄띠주둥치, 줄무늬주둥치 등 포함.
- Nuchequula
- Photopectoralis
- Secutor - 종주둥치 등 포함.